# Jüdischer Friedhof (Bosyně)
Koordinaten: 50° 25′ 6,8″ N, 14° 33′ 15,5″ O

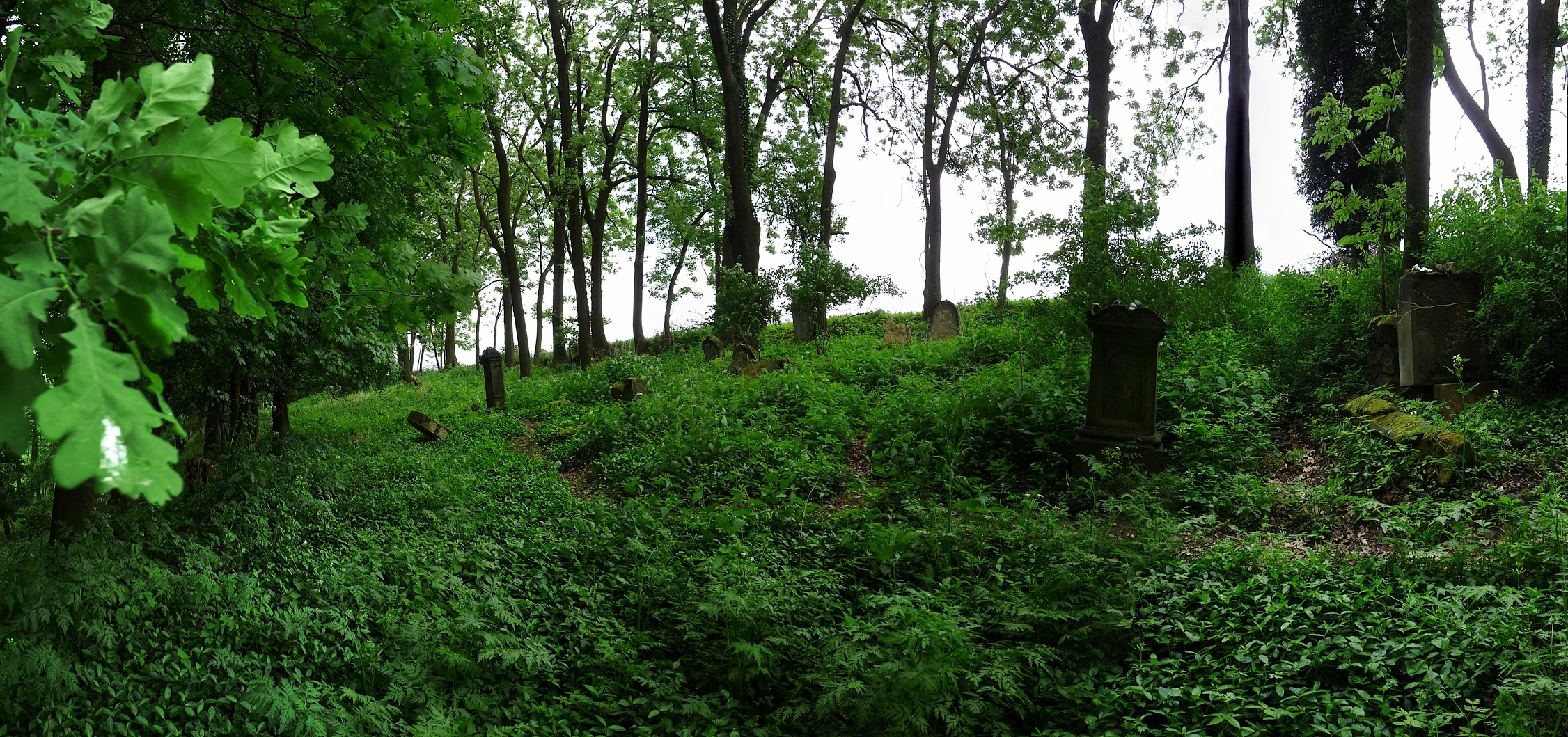
Jüdischer Friedhof in Bosyně

Der Jüdische Friedhof in Bosyně, einem Ortsteil der tschechischen Gemeinde Vysoká u Mělníka im Okres Mělník in der Mittelböhmischen Region, wurde vermutlich im 18. Jahrhundert angelegt. Der jüdische Friedhof, nördlich des Dorfes im Wald, ist seit 1988 ein geschütztes Kulturdenkmal.
Auf dem 1338 Quadratmeter großen Friedhof sind heute nur noch wenige Grabsteine erhalten.